# Aancistroger
Aancistroger, rod kukaca iz reda ravnokrilaca (orthoptera) koji žive na području jugoistočne Azije i Kine, kojeg je opisao, kao i tipičnu vrstu Aancistroger sinicus,  Bey-Bienko, 1957.
Rod pripada porodici Gryllacrididae.

## Vrste
- Aancistroger elbenioides (Karny, 1926)
- Aancistroger primitivus Gorochov, 2005
- Aancistroger similis Gorochov, 2008
- Aancistroger sinicus Bey-Bienko, 1957
- Aancistroger vietus Gorochov, 2004